# موری یستون
موری یستون (انگلیسی: Maury Yeston؛ زادهٔ ۲۳ اکتبر ۱۹۴۵) یک آهنگ‌ساز اهل ایالات متحده آمریکا است.
وی برنده جایزه تونی بهترین موسیقی فیلم در سال ۱۹۸۲ برای فیلم ناین شده است.